# Rolhockey op de Middellandse Zeespelen 1955
Rolhockey is een van de sporten die beoefend werden tijdens de Middellandse Zeespelen 1955 in Barcelona, Spanje. Er was enkel een mannentoernooi.

## Uitslagen
| Event  | Goud   | Zilver | Brons     |
| ------ | ------ | ------ | --------- |
| Mannen | Italië | Spanje | Frankrijk |

## Medaillespiegel
| Plaats | Land      | Goud | Zilver | Brons | Totaal |
| 1      | Italië    | 1    | 0      | 0     | 1      |
| 2      | Spanje    | 0    | 1      | 0     | 1      |
| 3      | Frankrijk | 0    | 0      | 1     | 1      |
| Totaal | Totaal    | 1    | 1      | 1     | 3      |

1955
Atletiek · Basketbal · Boksen · Gewichtheffen · Gymnastiek · Hockey · Paardensport · Roeien · Rolhockey · Rugby · Schermen · Schietsport · Schoonspringen · Voetbal · Waterpolo · Wielersport · Worstelen · Zeilen · Zwemmen